# Asikuma-Odoben-Brakwa
Le district d’Asikuma-Odoben-Brakwa est l’un des 13 districts de la Région du Centre (Ghana).